# Mis días con Gloria
Mis días con Gloria es una película argentina dramática y policial de 2010 dirigida por Juan José Jusid y protagonizada por Isabel Sarli, Luis Luque y Nicolás Repetto. El film está dedicado al gran amor de Isabel, el conocido actor y director de la mayoría de sus películas, Armando Bó. El film también es notable porque en el mismo debuta en cine Isabelita Sarli, la hija adoptiva de la actriz, quien fue nominada como "Revelación Femenina" para los Premios Cóndor dedicados al cine nacional/argentino. Fue estrenada el 16 de septiembre de 2010 en las locaciones de la provincia de San Luis.

## Sinopsis
Roberto Sánchez es un asesino a sueldo que trabaja para el teniente Crinal, quien a su vez es un policía corrupto de un pequeño y tranquilo pueblo. Roberto encuentra que su vida se complica pintorescamente cuando regresa al pueblo una gran diva del pasado, Gloria, quien fue una actriz de gran popularidad durante los años ´60, y quien confunde a Roberto con un chofer. A partir de ese encuentro las vidas de ambas personas se unen inexorablemente en un viaje contra el reloj y la muerte.
La trama es constantemente atravesada por descubrimientos y encuentros de cada personaje. La enfermedad incurable de Gloria y la violencia del mundo de Roberto son los escollos que deben superar juntos, convirtiéndose el uno para el otro en la tabla de salvación que necesitan para saldar sus deudas.

## Reparto
- Isabel Sarli ... Gloria Satén
- Luis Luque ... Roberto Sánchez
- Nicolás Repetto ... Teniente Crinal
- Isabelita Sarli ... Rita
- Carlos Portaluppi ... Daniel Almafuerte
- Víctor Hugo Carrizo ... Estévez
- César Albarracín ... Benítez
- Mónica Alfonso ... Policía
- Daniel Martín Garay ... Policía 1
- Roberto Darío Celi ... Policía 2
- Néstor Córdoba ... Seguridad
- Zoe Cortinez ... Mujer del banco
- Laura Cuffini ... Nuera de Gloria
- Alejo De León ... Hijo de  Felipe
- Nahir Dip ... Hija de Felipe
- Pablo Gianello ... Ordenanza
- Luis Irusta ... Amigo ordenanza
- Mario Leiva ... Viejo
- Gabriela Licht ... Nancy
- José Lucero ... Guardia 1
- Andrés Migliozzi ... Policía
- Marcelo Rodríguez ... Piloto
- Silvia Vachetti ... Cajera del banco

## Temas
Es el regreso al cine de la diva e icono sexual del cine argentino, Isabel Sarli, varios años después del filme La dama regresa. En Mis días... se pasan pequeñas escenas de sus famosas películas a modo de homenaje.
La idea central del film El ocaso de una vida (Sunset Boulevard, 1950) ronda toda la historia, trasponiendo la imagen de Gloria Swanson a la de Isabel Sarli, sobre todo hacia el final, cuando el melodrama se impone definitivamente y Gloria accede a los fragmentos de sus películas, en sus días de gloria.